# 슬로베니아의 정당
슬로베니아의 정당 목록이다. 현재 슬로베니아의 경우 다당제로 운영하고 있으며, 1989년에 설립된 슬로베니아 민주당과 2014년에 설립된 현대중앙당이 있다.

## 주요 정당
- 현대중앙당 - 자유주의, 사회주의 정당
- 슬로베니아 민주당 - 자유주의, 보수주의, 국민보수주의 정당
- 슬로베니아 연금민주당 - 중도주의 정당
- 슬로베니아 좌파당 - 사회민주주의, 생태사회주의, 반자본주의, 유럽회의주의 정당
- 슬로베니아 사회민주주의당 - 사회민주주의 정당
- 새로운 슬로베니아-기독교민주당  - 사회보수주의, 기독교 민주주의 정당
- 알렌카 브라투셰크당 - 자유주의, 사회주의 정당
- 베자멘
- 슬로베니아 인민당 - 보수주의, 농본주의, 기독교민주주의 정당